# Moosomin-Montmartre (circonscription saskatchewanaise)
Pour les articles homonymes, voir Moosomin et Montmartre.
Circonscription électorale provinciale du Canada
Moosomin-Montmartre (auparavant Moosomin (1905-2024)) est une circonscription électorale provinciale de la Saskatchewan au Canada. Elle est représentée à l'Assemblée législative de la Saskatchewan depuis 1905.
La circonscription est issue des 25 premières circonscriptions de la nouvelle province de la Saskatchewan en 1905.

## Géographie
En 2024, la circonscription comprend :
- Les communautés de Moosomin, Grenfell, Kipling, Montmartre, Broadview, Whitewood, Fleming, Wapella, Rocanville, Windthorst (en), Candiac (en), Glenavon (en), Kendal (en), Odessa (en), Francis, Wolseley, Vibank, Davin (en), St. Joseph's (en), Indian Head, Sintaluta, Wolseley, Summerberry (en), Oakshela (en), Bear Creek (en) et Ste-Marthe.
- Les municipalités rurales de Maryfield No 91 (en) (partie), Moosomin No 121 (en), Martin No 122 (en), Sherwood No 113 (en), Kingsley No 124 (en), Chester No 125 (en), Montmartre No 126 (en), Francis No 127 (en), Lajord No 128 (en) (partie), Rocanville No 151 (en), Willowdale No 153 (en), Elcapo No 154 (en), Wolseley No 155 (en), Indian Head No 156 (en) et South Qu'Appelle No 157 (en).
- Les communautés Premières Nations de Ochapowace (en), Kahkewistahaw (en), Cowessess (en), Carry the Kettle Nakoda (en), Assiniboine 76 (en) et Zagime Anishinabek (en).

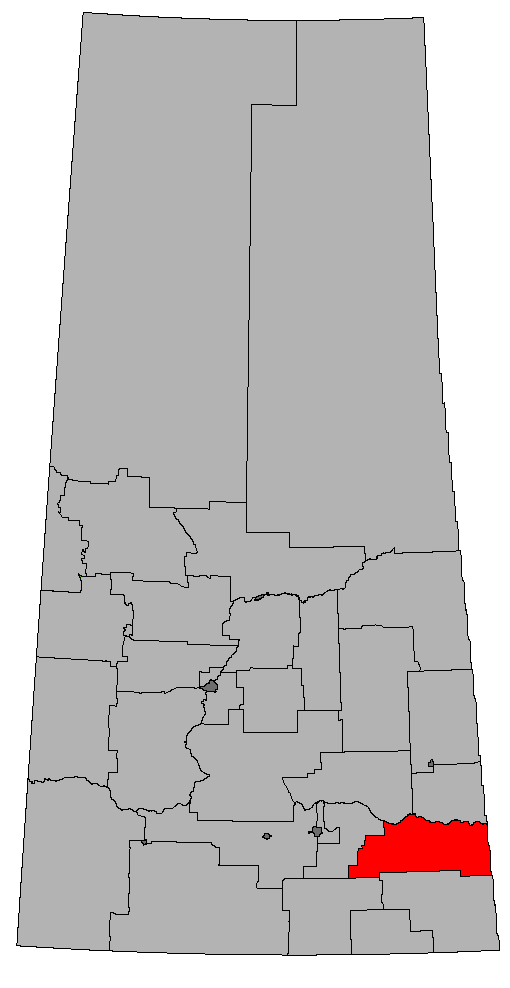
Frontière de la circonscription en 2016.
Frontière de la circonscription en 2022.

## Liste des députés
| Parlement           | Années      | Député   | Député                       | Parti                     |
| Moosomin            | Moosomin    | Moosomin | Moosomin                     | Moosomin                  |
| ------------------- | ----------- | -------- | ---------------------------- | ------------------------- |
| 1re                 | 1905–1908   |          | Daniel David Ellis (en)      | Provincial Rights (en)    |
| 2e                  | 1908–1912   |          | Alexander S. Smith (en)      | Libéral                   |
| 3e                  | 1912–1917   |          | Alexander S. Smith (en)      | Libéral                   |
| 4e                  | 1917–1921   |          | John Louis Salkeld (en)      | Conservateur              |
| 5e                  | 1921–1923   |          | John Louis Salkeld (en)      | Conservateur              |
| 6e                  | 1925–1929   |          | John Louis Salkeld (en)      | Indépendant               |
| 7e                  | 1929–1934   |          | Frederick Dennis Munroe (en) | Conservateur              |
| 8e                  | 1934–1938   |          | Arthur Thomas Procter (en)   | Libéral                   |
| 9e                  | 1938–1944   |          | Arthur Thomas Procter (en)   | Libéral                   |
| 10e                 | 1944–1948   |          | Arthur Thomas Procter (en)   | Libéral                   |
| 11e                 | 1948–1952   |          | Alexander Hamilton McDonald  | Libéral                   |
| 12e                 | 1952–1956   |          | Alexander Hamilton McDonald  | Libéral                   |
| 13e                 | 1956–1960   |          | Alexander Hamilton McDonald  | Libéral                   |
| 14e                 | 1960–1964   |          | Alexander Hamilton McDonald  | Libéral                   |
| 15e                 | 1964–1965   |          | Alexander Hamilton McDonald  | Libéral                   |
| 15e                 | 1965-1967   |          | Ernest Franklin Gardner (en) | Libéral                   |
| 16e                 | 1967–1971   |          | Ernest Franklin Gardner (en) | Libéral                   |
| 17e                 | 1971–1975   |          | Ernest Franklin Gardner (en) | Libéral                   |
| 18e                 | 1975–1978   |          | Larry Birkbeck               | Progressiste-conservateur |
| 19e                 | 1978–1982   |          | Larry Birkbeck               | Progressiste-conservateur |
| 20e                 | 1982–1986   |          | Larry Birkbeck               | Progressiste-conservateur |
| 21e                 | 1986–1991   |          | Don Toth                     | Progressiste-conservateur |
| 22e                 | 1991–1995   |          | Don Toth                     | Progressiste-conservateur |
| 23e                 | 1995–1997   |          | Don Toth                     | Progressiste-conservateur |
| 23e                 | 1997-1999   |          | Don Toth                     | Saskatchewanais           |
| 24e                 | 1999–2003   |          | Don Toth                     | Saskatchewanais           |
| 25e                 | 2003–2007   |          | Don Toth                     | Saskatchewanais           |
| 26e                 | 2007–2011   |          | Don Toth                     | Saskatchewanais           |
| 27e                 | 2011–2016   |          | Don Toth                     | Saskatchewanais           |
| 28e                 | 2016–2020   |          | Steven Bonk                  | Saskatchewanais           |
| 29e                 | 2020–2024   |          | Steven Bonk                  | Saskatchewanais           |
| Moosomin-Montmartre |             |          |                              |                           |
| 30e                 | 2024–Actuel |          | Kevin Weedmark (en)          | Saskatchewanais           |